# جون تي. ماكنتاير
جون تي. ماكنتاير (بالإنجليزية: John T. McIntyre)‏ (26 نوفمبر 1871 - 21 مايو 1951)؛ روائي أمريكي.

## روابط خارجية
- جون تي. ماكنتاير على موقع قاعدة بيانات برودواي على الإنترنت (الإنجليزية)